# Татра T2
Татра T2 е модел четириосни трамваи за еднопосочно движение, произвеждани в няколко разновидности в периода от 1955 до 1962 г. от „Tatra Smíchov“ в Прага, Чехословакия. Самите трамваи са развитие на трамваите Татра T1.
През 1955 година са били произведени два прототипа от трамвайните мотриси Татра T2 по поръчка на Чехословакия.

## Конструкция
Трамвай Татра T2 е четириосен с една кабина и една секция. Има четири врати. Мотрисата разполага с четири тягови двигателя. Водещи са първата и втората талига. Ширината на талигите е 1435 mm, но има и с ширина 1524 mm или 1000 mm.

## Реконструкции и модернизации
- Татра T2R – оборудване TR37

## Технически параметри
- Дължина: 14 m
- Широчина: 2,5 m
- Височина: 3,05 m
- Тегло на празна мотриса: 18,1 t
- Максимален брой пътници: 100 (94 за T2SU)
  - седящи: 25 (38 за T2SU)
  - правостоящи: 75 (56 за T2SU)
- Максимална мощност: 4 х 40 kW
- Напрежение: 600 V DC
- Максимална скорост: 65 km/h

## Разпространение
От 1955 до 1962 г. са произведени 771 мотриси (включително и модификация T2SU).

### Чехия
| Град            | Тип | Година на доставяне | Брой мотриси | Инвентарни номера | Забележки                                           |
| --------------- | --- | ------------------- | ------------ | ----------------- | --------------------------------------------------- |
| Бърно           | T2  | 1958 – 1962         | 94           | 401 – 494         |                                                     |
| Либерец         | T2  | 1960 – 1961         | 14           | 10 – 23           | пробна експлоатация на втори прототип в 1957        |
| Мост – Литвинов | T2  | 1961 – 1962         | 36           | 235 – 270         |                                                     |
| Оломоуц         | T2  | 1960 – 1961         | 4            | 111 – 114         |                                                     |
| Острава         | T2  | 1958 – 1962         | 100          | 600 – 699         |                                                     |
| Пилзен          | T2  | 1960 – 1962         | 26           | 134 – 159         |                                                     |
| Прага           | T2  | 1955                | 1            | 6001              | пробна експлоатация на втори прототип в 1955 – 1956 |
| Усти над Лабем  | T2  | 1960 – 1962         | 18           | 151 – 168         |                                                     |

### Русия
| Град            | Тип  | Година на доставяне | Брой мотриси | Инвентарни номера | Забележки                           |
| --------------- | ---- | ------------------- | ------------ | ----------------- | ----------------------------------- |
| Екатеринбург    | T2SU | 1958 – 1962         | 65           | 301 – 367         | има интервали в инвентарните номера |
| Москва          | T2SU | 1959 – 1962         | 180          | 301 – 480         |                                     |
| Санкт Петербург | T2SU | 1959                | 2            | 1001, 1003        |                                     |
| Ростов на Дон   | T2SU | 1958 – 1959         | 40           | 321 – 360         |                                     |
| Самара          | T2SU | 1958 – 1962         | 43           | 501 – 542         | номер 528 заети два пъти            |

### Словакия
| Град       | Тип | Година на доставяне | Брой мотриси | Инвентарни номера | Забележки |
| ---------- | --- | ------------------- | ------------ | ----------------- | --------- |
| Братислава | T2  | 1957 – 1962         | 67           | 201 – 266, 6002   |           |
| Кошице     | T2  | 1958 – 1962         | 31           | 212 – 242         |           |

### Украйна
| Град | Тип  | Година на доставяне | Брой мотриси | Инвентарни номера | Забележки |
| ---- | ---- | ------------------- | ------------ | ----------------- | --------- |
| Киев | T2SU | 1960 – 1962         | 50           | 5002 – 5051       |           |